# Арцюк, Евгений Николаевич
Евгений Николаевич Арцюк, другой вариант фамилии — Арсюк, псевдонимы — Державин, Александр Уайт (5 апреля 1907 года, Плоцк, Царство Польское, Российская империя — 1973 год, Германия) — деятель русской эмиграции и балетного театра, танцор балета, публицист и антисоветский деятель.
В 1928 году выехал во Францию и, поселившись в Париже, стал работать костюмером и позднее — механиком сцены в различных парижских театрах. Через некоторое время стал балетным артистом. В 1939 году организовал Братство святого Георгия и Военный союз освободительного движения. В 1940 году основал балетный театр «Русский молодой балет», который сыграл более 50 спектаклей на сцене Плейель. Принимал участие в постановке спектакля А. Н. Черепнина «Степан Разин». В начале 40-х годов сотрудничал с Национальным обществом русской молодёжи. С 1942 года был техником сцены в Милана в театре Ла Скала. 
После окончания Второй мировой войны переехал в Мюнхен, где стал заниматься антикоммунистической деятельностью под псевдонимом «Державин». Издавал журнал «Набат». Во второй половине 1948 года основал Русское народно-государственное общенациональное движение. Провозгласил себя президентом Национального представительства русской эмиграции. В 60-х годах XX столетия посетил СССР. После возвращения в Германию поселился во Франкфурте-на-Майне и стал заниматься просоветской пропагандой.
В 1955 году написал книгу «Русская политика самосохранения» под псевдонимом Александр Уайт.
Погиб в автомобильной катастрофе.